# دينجو سينغ
دينجو سينغ (مواليد 1 يناير 1979) هو ملاكم هندي، مثّل بلاده في الألعاب الأولمبية الصيفية 2000.

## روابط خارجية
- دينجو سينغ على موقع أوليمبيديا (الإنجليزية)